# 大地水准面高

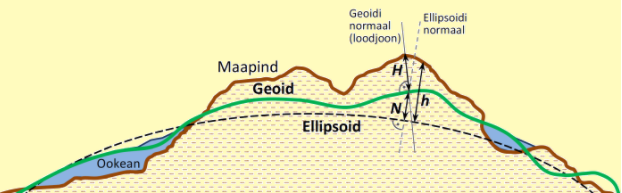
大地水准面高（N）是大地水准面（绿色实线）上一点沿法线（纵向黑色虚线）投影至参考椭球面（横向黑色虚线）的距离

大地水准面高，也称大地水准面起伏或大地水准面差距，指大地水准面上的一点沿法线投影至参考椭球面上的距离。:83:134当大地水准面高为正值时，表示大地水准面在参考椭球面的上方，反之则表示其在参考椭球面的下方。在正高系统中，大地水准面高亦被描述成大地高与正高的差距。:9

## 数学表达
设大地水准面有一点 {\displaystyle \mathbf {P} } ，其沿法线投影到参考椭球面上的点为 {\displaystyle \mathbf {Q} }，则 {\displaystyle \mathbf {P} } 点处的大地水准面高 {\displaystyle N} 即为两点之间的距离 。:83

### 与扰动位的关系
设 {\displaystyle \mathbf {P} } 点处的扰动位为 {\displaystyle T}，计算得的 {\displaystyle \mathbf {Q} } 点处的正常重力为 {\displaystyle \gamma }，则大地水准面高与前两者的关系为：:85
{\displaystyle N={\frac {T}{\gamma }}}
该公式又被称为布隆斯公式，由德国大地测量学家海因里希·布隆斯于1878年提出。

### 与垂线偏差的关系
垂线偏差在南北方向（即子午圈方向）上的投影 {\displaystyle \xi } 和其在东西方向（即卯酉圈方向）上的投影 {\displaystyle \eta } 与大地水准面高有如下关系：:112
{\displaystyle {\begin{cases}\xi =-{\frac {1}{R}}{\partial N \over \partial \varphi }\\\eta =-{\frac {1}{R\cos \varphi }}{\partial N \over \partial \lambda }\end{cases}}}
其中，{\displaystyle R}为地球的平均半径，{\displaystyle \left(\varphi ,\lambda \right)}是  {\displaystyle \mathbf {Q} } 点的地理坐标。

## 测定方式

### 斯托克斯方法
在斯托克斯提出的计算公式中，扰动位 {\displaystyle T} 以整个大地水准面 {\displaystyle \sigma } 上重力异常 {\displaystyle \Delta g} 的积分形式表达：
{\displaystyle T={R \over 4\pi }\iint \limits _{\sigma }\Delta g\,S(\psi )\operatorname {d} \!\sigma }
则大地水准面高的计算公式为：
{\displaystyle N={R \over 4\pi {\bar {\gamma }}}\iint \limits _{\sigma }\Delta g\,S(\psi )\operatorname {d} \!\sigma }
其中的 {\displaystyle S(\psi )} 被称为斯托克斯函数，该项由单位球面上的被计算点与重力异常观测值所在的角元素之间的夹角 {\displaystyle \psi } 决定：:94
{\displaystyle S(\psi )={1 \over \sin(\psi /2)}-6\sin {\psi  \over 2}+1-5\cos {\psi }-3\cos {\psi }\ln {(\sin {\psi  \over 2}+\sin ^{2}{\psi  \over 2})}}

### 地球重力场模型法
在地球重力场模型中，扰动位 {\displaystyle T} 被表达成球谐函数的级数表达式：:54
{\displaystyle T={GM \over r}{\sum _{n=2}^{\infty }}{({a \over r})}^{n}{\sum _{m=0}^{n}}\left[{\bar {C}}_{nm}\cos {m\lambda }+{\bar {S}}_{nm}\sin {m\lambda }\right]{\bar {P}}_{nm}(\cos {\theta })}
通过布隆斯公式，上式可转化为大地水准面高的计算公式：
{\displaystyle N={GM \over r{\bar {\gamma }}}{\sum _{n=2}^{\infty }}{({a \over r})}^{n}{\sum _{m=0}^{n}}\left[{\bar {C}}_{nm}\cos {m\lambda }+{\bar {S}}_{nm}\sin {m\lambda }\right]{\bar {P}}_{nm}(\cos {\theta })}
上式中的各个量的含义如下：
- {\displaystyle (r,\theta ,\lambda )}是空间中某特定点的球坐标，{\displaystyle r\ }是点的地心距离， {\displaystyle \theta }和 {\displaystyle \lambda \ }分别是点的地心纬度的余角和经度

- {\displaystyle GM} 为重力场模型的地心引力常数

- {\displaystyle a} 为地球（参考椭球体）的长半轴
- {\displaystyle {\overline {P}}_{nm}} 是 {\displaystyle n\ }阶 {\displaystyle m\ }次的完全正规化缔合勒让德多项式
- {\displaystyle {\overline {C}}_{nm}} 和 {\displaystyle {\overline {S}}_{nm}} 是由测量数据确定的该重力场模型的完全正规化系数
- {\displaystyle {\bar {\gamma }}} 是某区域内正常重力的平均值

### 卫星测高法

#### 海水面大地高
卫星测高技术通过搭载在人造卫星上的测高仪来测得海水面的大地高（椭球高） {\displaystyle h}，其基本观测方程为：:192
{\displaystyle h=r_{s}-\rho -r_{e}-C}
上式中各个量的含义如下：
- {\displaystyle r_{s}}是卫星的地心距离
- {\displaystyle \rho } 是测高仪测得的卫星相对于海水面的高度
- {\displaystyle r_{e}} 是卫星星下点的地心距离，该星下点位于参考椭球面上

特别地，{\displaystyle C} 是因椭球法线与地心向径的不重合而产生的改正项，量级通常在0至5米之间，计算公式为：:192
{\displaystyle C={r_{e} \over 8}\left(1-{r_{e} \over r_{s}}\right)e^{4}\sin ^{2}2B}
其中 {\displaystyle e} 为参考椭球的偏心率， {\displaystyle B}为星下点的大地纬度。

#### 海面地形改正
通过上述公式计算得海水面大地高 {\displaystyle h} 包含海面地形 {\displaystyle H} 和大地水准面高 {\displaystyle N} 两部分：:193
{\displaystyle h=N+H}
其中海面地形描述的是瞬时海平面与大地水准面之间的差距。因此，在求得海水面的大地高之后，既能研究瞬时海水面的起伏变化，也可以确定一段时间内的平均海水面与大地水准面的形态分布。